# Nucleo di Fejér
In matematica, il nucleo di Fejér è un'approssimazione dell'identità sul toro e viene applicato allo studio della serie di Fourier, come un'approssimazione all'identità dell'operatore di Fourier. Prende il nome dal matematico ungherese Lipót Fejér (1880 – 1959).

Grafico di nuclei di Fejér per differenti n.

## Definizione
Il nucleo di Fejér è definito come
{\displaystyle F_{n}(x)={\frac {1}{n}}\sum _{k=0}^{n-1}\sum _{\vert j\vert \leq k}e^{ijx}}
Esso può anche essere espresso nel seguente modo:
{\displaystyle F_{n}(x)={\frac {1}{n}}\left({\frac {\sin {\frac {nx}{2}}}{\sin {\frac {x}{2}}}}\right)^{2}={\frac {1}{n}}\left({\frac {1-\cos(nx)}{1-\cos x}}\right)},
dove tale espressione è derivata dalla definizione classica, o nella forma  
{\displaystyle F_{n}(x)=\sum _{|k|\leq n-1}\left(1-{\frac {|k|}{n}}\right)e^{ikx}.}

## Proprietà
Essendo un'approssimazione dell'identità sul toro, esso soddisfa le seguenti proprietà:
- {\displaystyle ||F_{N}||_{1}\leq M} con {\displaystyle M<\infty }
- {\displaystyle \int _{-\pi }^{\pi }F_{n}(x)dx=1}
- {\displaystyle \int _{\delta \leq \vert x\vert \leq \pi }F_{n}(x)dx\longrightarrow 0\ \ {\text{per}}\ \ n\longrightarrow +\infty }

### Convoluzione
Per {\displaystyle f\geq 0} di periodo {\displaystyle 2\pi } si ha
{\displaystyle 0\leq (f*F_{n})(x)={\frac {1}{2\pi }}\int _{-\pi }^{\pi }f(y)F_{n}(x-y)\,dy.}

Per la disuguaglianza di Young,
{\displaystyle \|F_{n}*f\|_{L^{p}([-\pi ,\pi ])}\leq \|f\|_{L^{p}([-\pi ,\pi ])}} per ogni {\displaystyle 1\leq p\leq \infty }
per {\displaystyle f\in L^{p}}
Inoltre, se {\displaystyle f\in L^{1}([-\pi ,\pi ])} si ha
{\displaystyle f*F_{n}\rightarrow f} quasi ovunque
Poiché {\displaystyle [-\pi ,\pi ]} ha misura finita, {\displaystyle L^{1}([-\pi ,\pi ])\supset \cdots \supset L^{p}([-\pi ,\pi ])\supset \cdots \supset L^{\infty }([-\pi ,\pi ])}  il risultato sopra vale anche per gli altri spazi {\displaystyle L^{p}}, {\displaystyle p\geq 1}.